# Liste der Biografien/Smith, G
Liste der Biografien |
Portal Biografien |
G Personensuche
# |
A |
B |
C |
D |
E |
F |
G |
H |
I |
J |
K |
L |
M |
N |
O |
P |
Q |
R |
S |
T |
U |
V |
W |
X |
Y |
Z |
?
 
Sa |
Sb |
Sc |
Sd |
Se |
Sf |
Sg |
Sh |
Si |
Sj |
Sk |
Sl |
Sm |
Sn |
So |
Sp |
Sq |
Sr |
Ss |
St |
Su |
Sv |
Sw |
Sy |
Sz
 
Sma |
Smb |
Sme |
Smi |
Smj |
Smo |
Smr |
Smu |
Smy
 
Smia |
Smic |
Smid |
Smie |
Smig |
Smij |
Smik |
Smil |
Smir |
Smis |
Smit
 
Smita |
Smite |
Smith |
Smitk |
Smitr |
Smits |
Smitt
 
Smith, A |
Smith, B |
Smith, C |
Smith, D |
Smith, E |
Smith, F |
Smith, G |
Smith, H |
Smith, I |
Smith, J |
Smith, K |
Smith, L |
Smith, M |
Smith, N |
Smith, O |
Smith, P |
Smith, Q |
Smith, R |
Smith, S |
Smith, T |
Smith, U |
Smith, V |
Smith, W |
Smith, Y |
Smith, Z |
Smith? |
Smitha |
Smithe |
Smithi |
Smiths |
Smithw |
Smithy
Die Liste der Biografien führt alle Personen auf, die in der deutschsprachigen Wikipedia einen Artikel haben. Dieses ist eine Teilliste mit 65 Einträgen von Personen, deren Namen mit den Buchstaben „Smith, G“ beginnt.

## Smith, G
- Smith, G. E. (* 1952), US-amerikanischer Gitarrist und Songwriter
- Smith, G. O. (1872–1943), englischer Fußballspieler

### Smith, Ga
- Smith, Gaddis (1932–2022), US-amerikanischer Historiker
- Smith, Garnett (* 1937), US-amerikanischer Schauspieler
- Smith, Gary (* 1944), kanadischer Eishockeytorwart
- Smith, Gary (* 1954), US-amerikanischer Kulturmanager
- Smith, Gary Mark (* 1956), amerikanischer Straßenfotograf
- Smith, Gavin (1968–2019), kanadischer Pokerspieler

### Smith, Ge
- Smith, Geechie, US-amerikanischer Rhythm-&-Blues- und Jazzmusiker (Trompete, Gesang)
- Smith, Geeno (* 1979), deutscher DJ und Musikproduzent
- Smith, Gemel (* 1994), kanadischer Eishockeyspieler
- Smith, Geno (* 1990), US-amerikanischer American-Football-SpielerGeno Smith (* 1990)

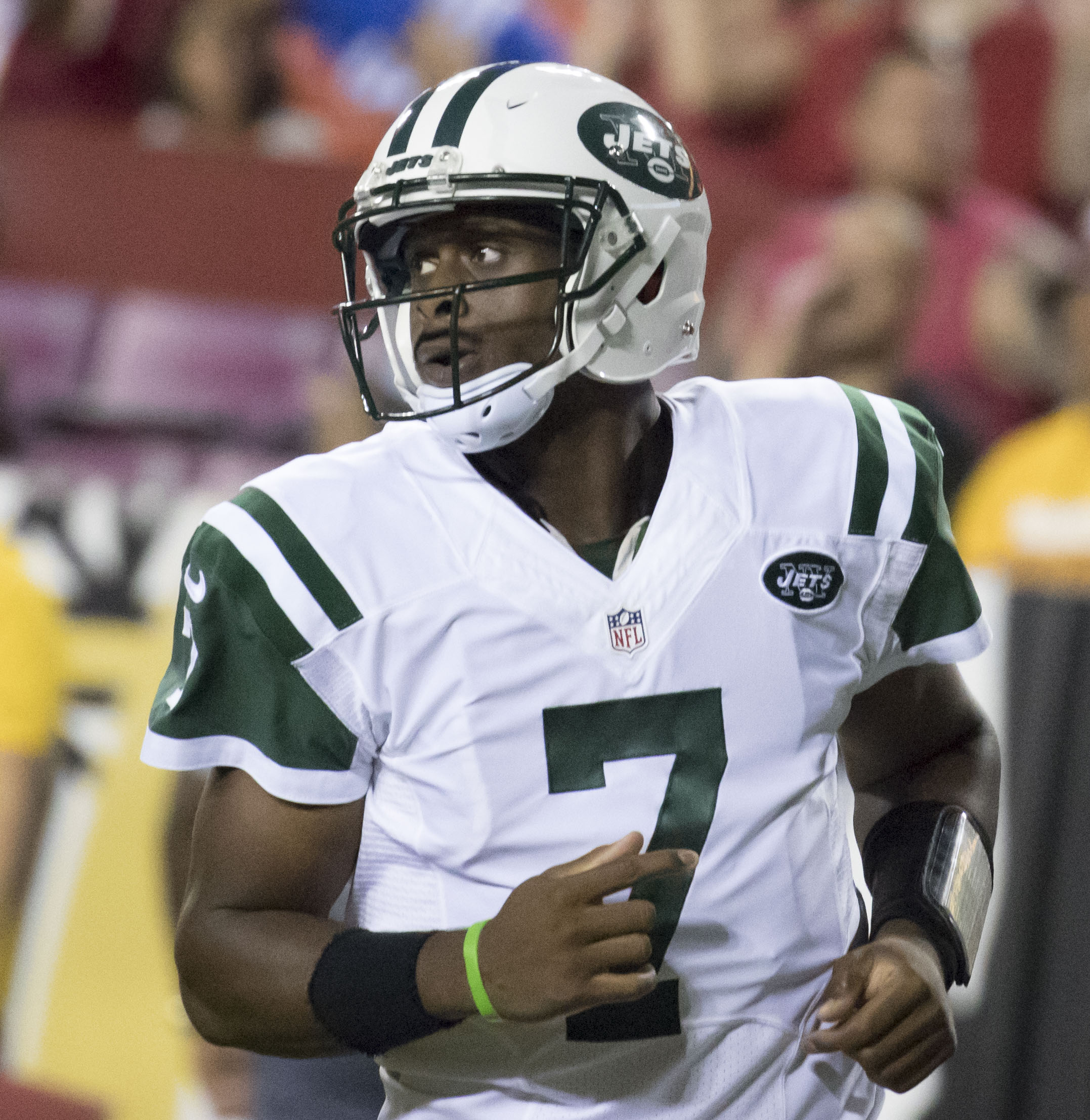
Geno Smith (* 1990)

- Smith, Geoff (* 1945), australischer Zehnkämpfer
- Smith, Geoff (* 1969), kanadischer Eishockeyspieler und -trainer
- Smith, Geoffrey (* 1958), australischer anglikanischer Bischof
- Smith, George, US-amerikanischer Politiker
- Smith, George (1809–1881), US-amerikanischer Politiker
- Smith, George (1840–1876), englischer AssyriologeGeorge Smith (1840–1876)

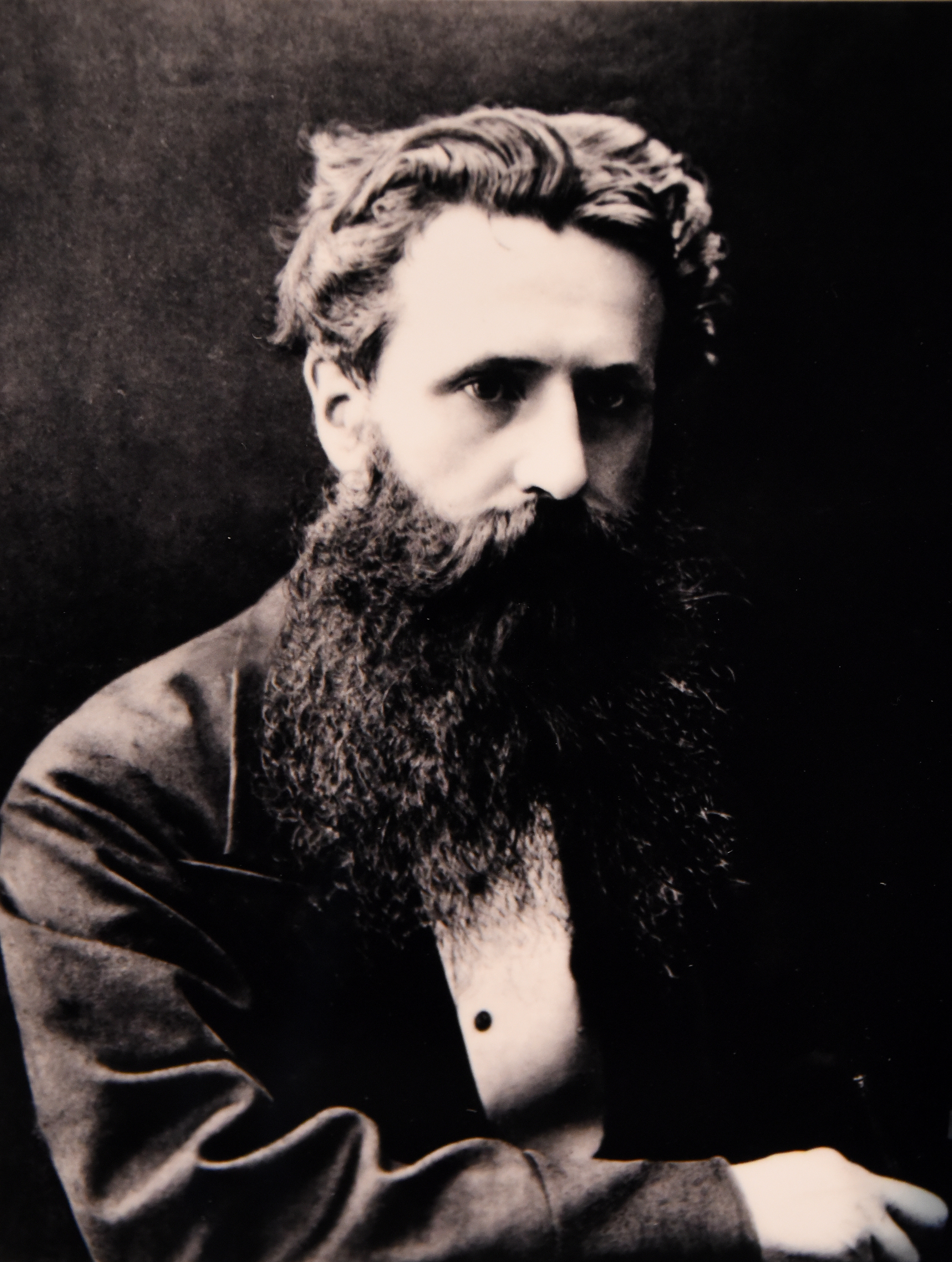
George Smith (1840–1876)

- Smith, George (1876–1915), britischer Tauzieher
- Smith, George (1924–1983), US-amerikanischer Bluesharmonikaspieler
- Smith, George (1943–2019), schottischer Fußballschiedsrichter
- Smith, George (* 1980), australischer Rugby-Union-Spieler
- Smith, George Albert (1864–1959), britischer Filmpionier
- Smith, George Albert (1870–1951), 8. Präsident der Kirche Jesu Christi der Heiligen der Letzten Tage
- Smith, George Edson Philip (1873–1975), US-amerikanischer Bauingenieur sowie Hochschullehrer
- Smith, George Elwood (1930–2025), US-amerikanischer Physiker und Nobelpreisträger
- Smith, George H. (1922–1996), amerikanischer Schriftsteller
- Smith, George J. (1859–1913), US-amerikanischer Politiker
- Smith, George Joseph (1872–1915), britischer Bigamist und Mörder
- Smith, George Luke (1837–1884), US-amerikanischer Politiker
- Smith, George M. (1912–1993), US-amerikanischer Musiker (Gitarre, Komposition)
- Smith, George M. (1912–1962), US-amerikanischer Politiker
- Smith, George O. (1911–1981), amerikanischer Science-Fiction-Autor
- Smith, George P. (* 1941), US-amerikanischer Biologe an der University of Missouri
- Smith, George Ross (1864–1952), US-amerikanischer Politiker
- Smith, George Thornewell (1916–2010), US-amerikanischer Jurist und Politiker
- Smith, George Washington (1846–1907), US-amerikanischer Politiker
- Smith, George William (1762–1811), US-amerikanischer Politiker
- Smith, Georgia Caldwell (1909–1961), amerikanische Mathematikerin und Hochschullehrerin
- Smith, Gerard (1839–1920), Abgeordneter des englischen Unterhauses, Gouverneur von Western Australia
- Smith, Gerrit (1797–1874), US-amerikanischer Politiker

### Smith, Gi
- Smith, Giacomo, US-amerikanischer Jazzmusiker (Holzblasinstrumente)
- Smith, Gideon F. (* 1959), südafrikanischer Botaniker
- Smith, Giles (* 1962), britischer Autor und Musikjournalist

### Smith, Go
- Smith, Gomer Griffith (1896–1953), US-amerikanischer Politiker
- Smith, Gordon (1908–1999), US-amerikanischer Eishockeyspieler
- Smith, Gordon (1927–2009), britischer Politologe
- Smith, Gordon H. (* 1952), US-amerikanischer Politiker

### Smith, Gr
- Smith, Grace Cossington (1892–1984), australische Malerin
- Smith, Graeme (* 1976), britischer Schwimmer
- Smith, Graeme (* 1978), schottischer Badmintonspieler
- Smith, Graeme (* 1982), schottischer Fußballtorhüter
- Smith, Graeme (* 1983), schottischer Fußballtorhüter
- Smith, Grafton Elliot (1871–1937), australischer Anatom, Anthropologe und Ägyptologe
- Smith, Graham (* 1958), kanadischer Schwimmer
- Smith, Granger (* 1979), US-amerikanischer Countrysänger
- Smith, Green Clay (1826–1895), US-amerikanischer Politiker
- Smith, Greg (* 1955), kanadischer Eishockeyspieler
- Smith, Greg (* 1989), US-amerikanisches Wunderkind und politischer Aktivist
- Smith, Gregory (* 1983), kanadisch-US-amerikanischer SchauspielerGregory Smith (* 1983)

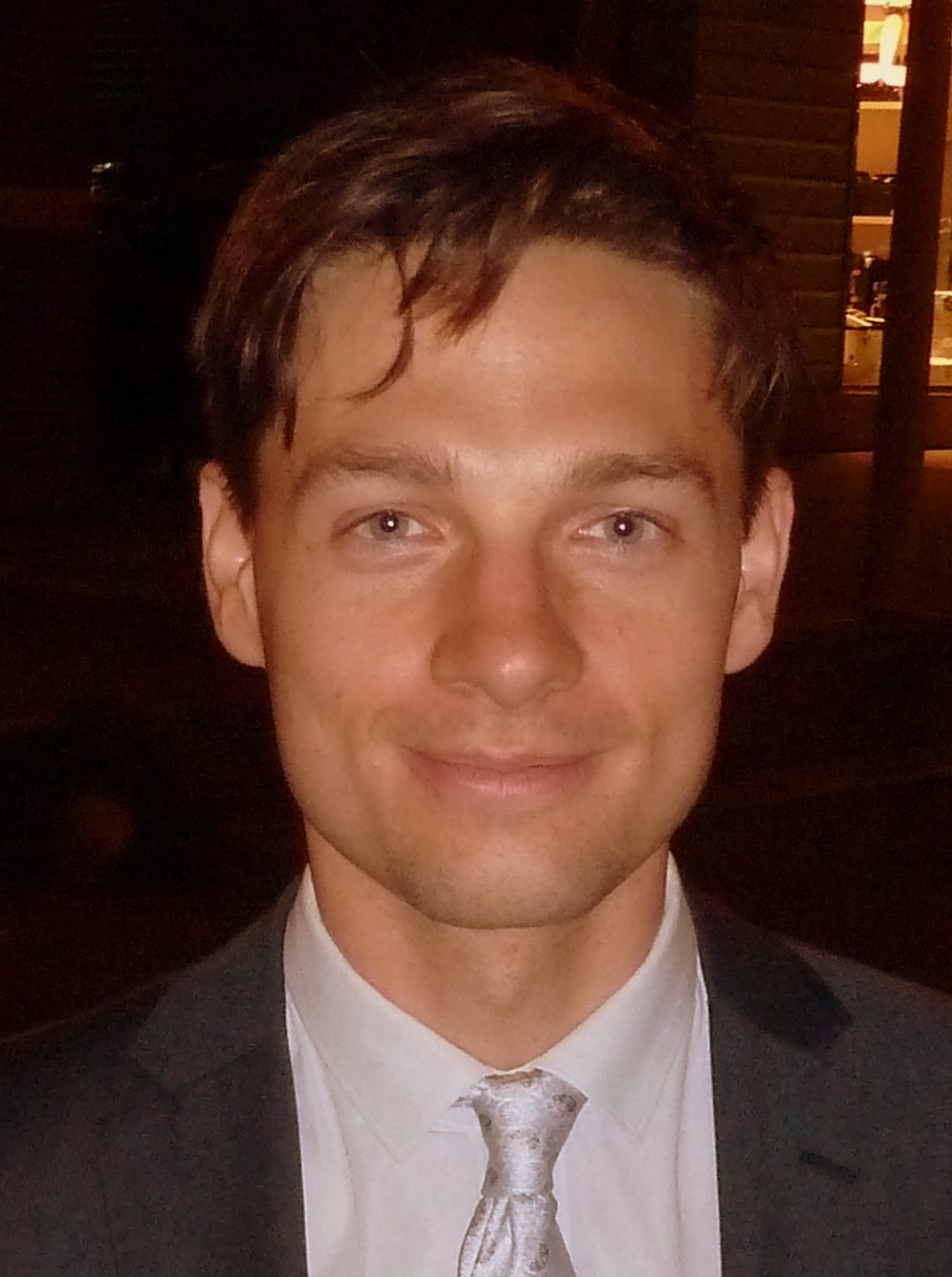
Gregory Smith (* 1983)

- Smith, Grub, britischer Fernsehmoderator und Journalist

### Smith, Gu
- Smith, Guinn (1920–2004), US-amerikanischer Leichtathlet
- Smith, Gustavus Woodson (1822–1896), US-amerikanischer Offizier, Kriegsminister der Konföderierten Staaten im Bürgerkrieg
- Smith, Guy (* 1974), britischer Automobilrennfahrer

### Smith, Gw
- Smith, Gwendolyn Ann (* 1967), US-amerikanische Aktivistin